# La Flèche
La Flèche é uma comuna francesa, situada às margens do rio Loire (na região do Pays de la Loire), no departamento de Sarthe no Cantão e distrito do mesmo nome (La Flèche). Estende-se por uma área de 74.21 km². Em 2010 a comuna tinha 15 949 habitantes (densidade: 214,9 hab./km²).

## História

### O Colégio de La Flèche
La Flèche era o colégio jesuíta mais prestigiado de França (uma das principais funções do Jesuítas era a educação, em França construíram diversos colégios para esse fim). Em 1604, Henrique IV deu o castelo de La Flèche aos Jesuítas para aí fundarem um colégio com o nome de Collège Royal Henry-Le-Grand, com o objectivo de "seleccionar e treinar as melhores mentes". Era ensinada Gramática, Retórica, Latim, Grego, Hebreu, Filosofia, Matemática e Teologia. Os alunos eram preparados para três ramos distintos: Igreja, Estado ou Forças Armadas. 
René Descartes foi um dos primeiros e mais importantes alunos da instituição, entre 1607 a 1615. Aí, devido a uma saúde física muito débil foi autorizado a passar parte da manhã na cama, aproveitando isso para exercer uma poderosa meditação que mais tarde lhe permitirá ser um filósofo de nomeada. Referiu-se ao Colégio no seu Discurso do Método: 
"Estive numa das mais famosas escolas da Europa." [...] “ Aqui foi onde plantei as sementes dos meus feitos mais tardios e ao qual estou extremamente agradecido”.